# آرخاگاتوس

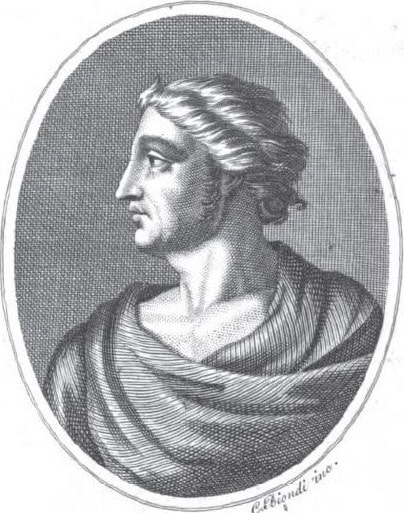
تصویر آرخاگاتوس به صورت نیمرخ

آرخاگاتوس (به اینگلیسی Caecilius of Calacte )پزشک و جراح یونانی که اصلاً اهل پلوپونز بود و در حدود ۲۱۹ ق م در روم برآمد. آرخاگاتوس نخستین پزشک کارآزموده ای بود که در روم اقامت گزید.